# For Woman's Favor
For Woman's Favor è un film muto del 1925 diretto da Oscar Lund (O.A.C. Lund)

## Trama
Howard Fiske non può fare nulla per impedire i maneggi della famiglia di June, la sua fidanzata, per fare sposare la ragazza con un milionario che lei non ama. Howard, pieno di debiti, è minacciato da Bracken, un creditore, che lo costringe a ricattare June, alla quale deve chiedere del denaro per non rendere pubbliche le sue vecchie lettere d'amore. Bracken manda June a casa di Howard, promettendo di restituirle le lettere in cambio del denaro. Prima dell'arrivo della ragazza, Howard si mette a leggere una novella di Boccaccio, dove un amante altruista sacrifica il suo bene più caro per l'amata. Mentre finisce il racconto, appare June che gli chiede le lettere. Lui si rende conto che è stata mandata da Bracken; per rassicurare la ragazza, Howard butta tutta la loro corrispondenza nel fuoco. June allora comprende la profondità dell'amore di Howard e gli dichiara: Tu mi hai sempre posseduto con il tuo amore.

## Produzione
Il film, girato con il titolo di lavorazione The Tale of the Falcon, fu prodotto dalla Lund Productions.

## Distribuzione
Distribuito dalla Lee-Bradford Corporation, il film uscì nelle sale cinematografiche USA il 1º agosto 1924.